# Марилька
Марилька (пол. Marylka) — село в Польщі, у гміні Тарчин Пясечинського повіту Мазовецького воєводства.
Населення — 144 особи (2011).
У 1975—1998 роках село належало до Варшавського воєводства.

## Демографія
Демографічна структура станом на 31 березня 2011 року:
|          | Загалом | Допрацездатний вік | Працездатний вік | Постпрацездатний вік |
| -------- | ------- | ------------------ | ---------------- | -------------------- |
| Чоловіки | 66      | 18                 | 46               | 2                    |
| Жінки    | 78      | 28                 | 38               | 12                   |
| Разом    | 144     | 46                 | 84               | 14                   |